# サテライト線
スペクトル線の中で最も強度が大きいものを主線（メインピーク）と言い、その周囲の線をサテライト線（サテライトピーク、衛星線）と言う。
サテライト線は、主線に寄与する遷移以外の遷移が起こってしまったときに発生する。
サテライト線のなかで、全角運動量が変化しない遷移によるものを第一種サテライト線、変化する遷移によるものを第二種サテライト線という。

## 例
X線光電子分光法では、シェイクアップ過程などの遷移によりサテライト線が生じる。
オージェ効果では、X線を照射した時にターゲットである内殻電子とは異なる軌道に正孔が生じてしまうことで、スペクトルにサテライト線が現れる。